# Спасательная операция в пещере Тхамлуангнангнон
Спасательная операция в пещере Тхамлуангнангнон — операция по спасению детей из пещеры в окрестностях горы Дойнангнон на севере Таиланда, недалеко от города Чианграй в июле 2018 года.
23 июня 2018 года пропала футбольная команда из 12 подростков 11—16 лет со своим тренером 25 лет. Находка вещей членов команды у входа в пещеру подтвердила, что дети отправились в пещеру и не смогли выбраться из-за наводнения. Попыткам поиска мешала вода, затопившая пещеру и перекрывшая доступ к внутренним галереям. Операция по поиску и спасению детей была поддержана государством в условиях интенсивного освещения событий в СМИ.

## Место событий
Тхамлуангнангнон (или Тхамлуанг) — система карстовых пещер в горах Дойнангнон на севере Таиланда. Пещеры располагаются в северо-западной части лесопарка Тхамлуанг — Кхуннамнангнон (провинция Чианграй).
Среди спелеотуристов пещеры Тхамлуангнангнон считаются одной из самых сложных систем в мире. Геологическая разведка пещер не проводилась с 1980-х годов, когда ею занималось французское спелеологическое общество, при этом многие глубоко расположенные части системы никогда не картографировались. Нижние уровни пещер затапливаются в сезон дождей, и перед входом в них установлены предупреждающие знаки. Пещеры экранируют мобильную радиосвязь, в том числе сотовую. Их стены не пропускают также сигналы GPS.

## Начало событий
События, приведшие к необходимости крупномасштабной спасательной операции, начались в субботу 23 июня 2018 года. В этот день помощник тренера детской футбольной команды «Му Пай» (с тайск. — «Дикие кабаны» или «Лесные вепри»), 25-летний Эккапхон Чантхавонг (тайск. เอกพล จันทะวงษ์), повёл на прогулку в пещеры Тхамлуанг часть своих учеников. С Эккапхоном в пещеры отправились 12 мальчиков в возрасте от 11 до 16 лет.
Поход был приурочен к дню рождения одного из игроков команды. На этот день бюро погоды прогнозировало дождь, но дети уже бывали в пещерах и не ожидали никаких проблем. Они оставили у входа свои велосипеды и ботинки и отправились вглубь пещеры с фонарями, водой и лёгкой закуской.
Выбраться из пещер команде не позволил начавшийся дождь, затопивший путь к выходу. Подземные переходы постепенно заполнялись водой, в конце концов оставив детям и тренеру только небольшой незатопленный островок в глубине пещер.

## Ход операции
Родители мальчиков начали их поиски вечером 23 июня. К 4 часам утра 24 июня спасательный отряд, состоявший из спецназовцев-дайверов ВМС Таиланда, начал попытки проникновения вглубь затопленных пещер, столкнувшись с непредвиденными трудностями. Вода в пещерах была мутной, холодной и быстро текущей, в отличие от открытых тропических морских вод, к которым привыкли дайверы (сами они потом сравнивали действия в такой воде с заплывом в бассейне с холодным кофе); у них не было ни оборудования, ни опыта, необходимого для работы в пещерах, где часто невозможно подняться на поверхность. Выяснилось также, что имеющиеся топографические данные о пещерах неточны, расположение ключевых объектов и расстояния между ними приходилось уточнять по ходу работ.

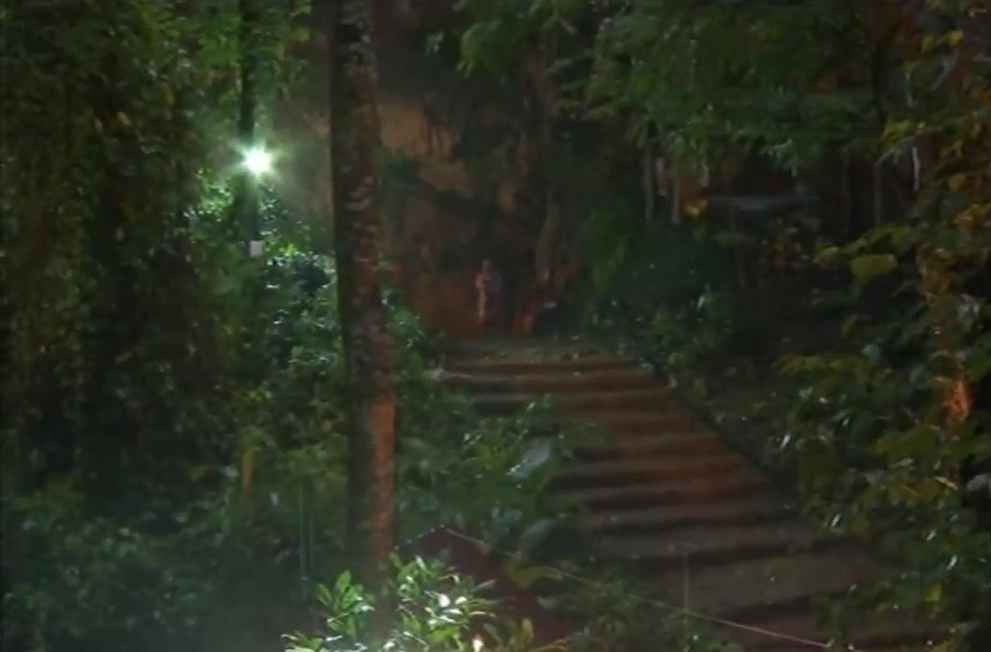
Дождь у входа в пещеры, 26 июня

Вскоре после начала спасательной операции к ней начали присоединяться добровольцы — спелеологи и аквалангисты-любители, прибывавшие не только из разных районов Таиланда, но и из таких стран как КНР, США, Великобритания, Австралия и Финляндия. В общей сложности в операции участвовали 10 тысяч человек, включая 2000 военнослужащих, 200 дайверов и представителей 100 правительственных организаций. Дайверы работали сменами по 12 часов; трое спасателей пропали в ходе работ и были обнаружены только через 23 часа страдающими от кислородного голодания. К работам было подключено большое количество техники, в частности, прибывающая из-за продолжающегося дождя вода непрерывно откачивалась с применением мощных промышленных насосов. Разведка затопленных ходов велась с помощью подводных роботов, передававших информацию на поверхность. С помощью БПЛА, оборудованных тепловыми камерами, вёлся поиск альтернативных входов в пещеры. Одновременно новые ходы в толстых каменных стенах пещер пытались просверлить с помощью буровых машин (были намечены 13 точек, пробурены три отверстия, одно из которых глубиной 400 метров), однако из-за угрозы обрушения породы эти попытки пришлось прекратить. Территории над Тхамлуанг обследовались также с помощью служебных собак, натасканных на запах пропавших с помощью их личных вещей. 

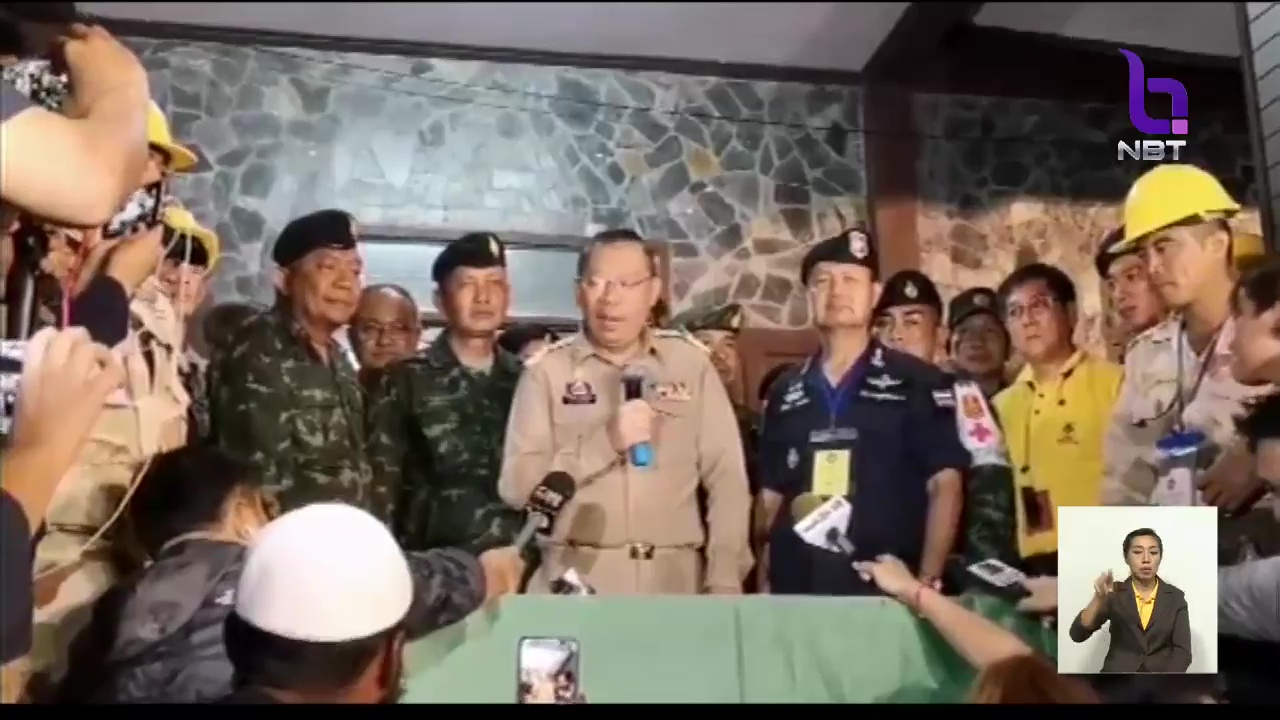
Губернатор провинции Чианграй объявляет, что пропавшие дети найдены

2 июля, на десятый день поисков, двое британских дайверов обнаружили узкий уступ, на котором сгрудились 13 измождённых людей. Дети и их тренер, уже оставшиеся без еды и света, к этому моменту держались только за счёт воды, конденсировавшейся на стенах пещеры. Дети рассказывали, что тренер сразу после того, как стало ясно, что они заперты в пещере, распределил скромные запасы еды между ними, себе оставив меньше всех; он и был истощён сильнее других. Обнаруженные подростки получили возможность передать записки родным. Впоследствии детям были доставлены медикаменты, продукты, фонари и одеяла. Рассматривался вариант, при котором они пробудут в пещерах несколько месяцев до конца сезона муссонов, когда уровень воды упадёт; однако прогнозы были неутешительными, ожидались новые дожди, а содержание кислорода в пещере, где были заперты дети, падало, угрожая дойти до концентрации в 12 %, которая стала бы смертельной.
6 июля 2018 на пути к выходу из пещеры погиб доброволец Саман Кунан — бывший боевой пловец, принимавший участие в доставке баллонов с кислородом в дальние камеры пещеры. Причина его смерти остаётся темой споров: неназванные представители таиландских властей заявили, что Кунан погиб из-за того, что в его собственных баллонах кончился воздух, однако предполагается также, что смерть наступила от переохлаждения. Кунан, вышедший в отставку в звании старшего сержанта ВМС Таиланда, был посмертно произведён в капитаны третьего ранга и удостоен одной из высших наград Таиланда — ордена Белого слона.
В процессе откачивания воды из пещер её уровень каждый час понижался на сантиметр. Однако, если бы снова начались дожди, уровень воды начал бы повышаться на 2-7 сантиметров ежечасно, несмотря на усилия спасателей. Из-за нахождения в пещере большого количества людей в ней накапливался углекислый газ. В пещеру закачивали кислород по трубопроводу, который в первые же дни проложили аквалангисты. Кислород выталкивал углекислоту вниз, но лишь до определённого предела. Таким образом, стало ясно, что необходимо эвакуировать школьников и их тренера под водой (длина отдельных затопленных участков доходила до 200 метров), при том, что дети, выросшие в горном районе, не только не знали, как обращаться с аквалангом, но и вообще не умели плавать. Группа боевых пловцов и военврачей начала обучение подростков подводному плаванию. Позднее в ходе пресс-конференции по итогам спасательной операции было заявлено, что, вопреки более ранним сообщениям, дети умеют плавать и делали это, когда вода впервые начала подниматься.

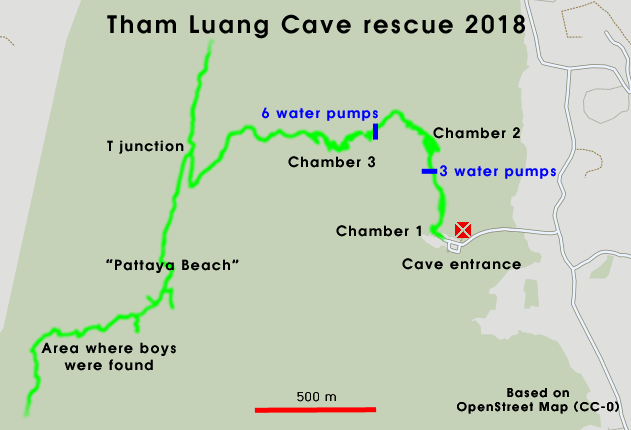
Маршрут эвакуации

Операция по выводу людей из пещеры началась 8 июля. Из США были доставлены специальные маски, закрывающие всё лицо, через которые подавалась обогащённая кислородом газовая смесь. Маски были рассчитаны на взрослого человека, но испытания в местном бассейне показали, что их можно приспособить для детей. Другое оборудование для эвакуации включало гибкие пластиковые коконы, в которых размещались дети. Вдоль всего маршрута эвакуации были натянуты тросы, за которые можно было зацепить карабин или держаться руками. Каждого эвакуируемого сопровождали по два спасателя, которые несли его воздушный баллон; при этом в самом узком месте тоннеля им самим, чтобы протиснуться, приходилось снимать со спины свои собственные баллоны. На другом участке, изобилующем острыми уступами, шланги насосов были приспособлены в качестве импровизированной «горки», по которой съезжали коконы с эвакуируемыми; ещё в одном месте коконы перемещали с помощью плавучих носилок. В одной из пещер на маршруте, которая не была полностью затоплена, было оборудовано место для отдыха.
В первый день из пещеры удалось вывести четверых мальчиков, на следующий день, 9 июля, её покинули ещё четверо. Оставшиеся люди были выведены из пещер 10 июля; последним их покинул тренер.

## Сопутствующие и последующие события
Трое мальчиков и тренер (лы по национальности) по законам Таиланда имели статус неграждан. Таиланд пообещал в ближайшее время дать им гражданство. 25 июля 11 из 12 детей были посвящены в буддийские послушники; было объявлено, что их тренер, ставший послушником ещё в детстве, год проведёт в монастыре. Двенадцатый участник команды, христианин по вероисповеданию, присутствовал на церемонии в качестве зрителя.
Большой общественный резонанс вызвали попытка Илона Маска принять участие в спасательной операции и последовавшие за этим события: американский предприниматель сообщил, что вместе со спелеологами обсуждает варианты спасения людей, а 10 июля, после того как были спасены 8 детей, он привёз к месту спасательных работ созданную им мини-субмарину, созданную с использованием элементов ракеты-носителя Falcon 9, которая должна была помочь детям, неподготовленным к погружению.
Однако спасатели посчитали, что использовать её нецелесообразно: так, спелеолог Верн Ансворт, сыгравший одну из ключевых ролей в операции по спасению, раскритиковал это предложение, назвав его рекламным трюком, по его словам, у этого плана не было никаких шансов на успех: субмарина с жёстким каркасом не прошла бы даже первые 50 метров. В ответ Маск опубликовал твит, в котором обозвал британского дайвера педофилом и нанял частного сыщика в попытке дискредитировать его.
В Интернете было сообщено, что для связи с поверхностью в процессе спасательной операции использовалось открытое подземное радио Heyphone, по имени разработчика Джона Хея. Разработанное в 2001 году радио работает в полудуплексном режиме на очень низкой частоте в 87 кГц, антенной служат два электрода, забитых в землю на расстоянии около 20 м. Сам Хей умер в 2016 году и не увидел успеха своего изобретения — впрочем, радисты считают эту конструкцию устаревшей.
Президент ФИФА Джанни Инфантино пригласил детей и тренера на финальный матч ЧМ-2018 в Москву 15 июля 2018 года, но их не успели выписать из больницы, где они находились после спасения из пещеры, к этому сроку. Дети и тренер были выписаны из больницы 18 июля. В октябре спасённые дети смогли посетить юношеские Олимпийские игры в Буэнос-Айресе.
Студия Pure Flix Entertainment объявила о намерении выпустить киноадаптацию истории спасательной операции. Съёмки планируется проводить в Таиланде, ожидаемый бюджет картины — от 30 до 60 миллионов долларов. В мае 2019 года стало известно, что компания Netflix намерена снять сериал о ходе спасательной операции. В ноябре 2020 года было объявлено, что производство художественного фильма начинает студия MGM. Режиссёром картины стал лауреат «Оскара» Рон Ховард, продюсером — ещё один лауреат «Оскара» Брайан Грейзер. Премьера фильма под названием «Тринадцать жизней» состоялась в августе 2022 года.